# Tolidopalpus bimaculatus
Tolidopalpus bimaculatus es una especie de coleóptero de la familia Mordellidae.

## Distribución geográfica
Habita en las Filipinas.